# Заболонье (Велижский район)
Заболонье — деревня в Велижском районе Смоленской области России. Входит в состав Заозерского сельского поселения. Население — 38 жителей (2007). 
Расположена в северо-западной части области в 24 км к востоку от Велижа, в 24 км северо-восточнее автодороги Р133 Смоленск — Невель, на берегу реки Сертейка. В 99 км южнее деревни расположена железнодорожная станция Куприно на линии «Смоленск — Витебск». 

## История
В годы Великой Отечественной войны деревня была оккупирована гитлеровскими войсками в июле 1941 года, освобождена в сентябре 1943 года. 

## Карты
- Топографическая карта N-36-02.